# Maksymilian Maudrych
Maksymilian Maudrych (ur. 1852, zm. 1934) – szewc, działacz ruchu śpiewaczego, chórzysta, muzyk, polski działacz społeczny, współzałożyciel Towarzystwo Śpiewu "Halka" w Bydgoszczy.

## Życiorys
Urodził się w 1852 r. w Chełmnie. Ukończył szkołę ludową w rodzinnym mieście, a po skończeniu 14 lat rozpoczął naukę w zawodzie szewskim. W 1869 r. zdał egzamin czeladniczy i rozpoczął wędrówkę, praktykując w różnych pracowniach obuwia w Toruniu, Malborku i Chełmży. Był samoukiem, pilnie uczył się języka polskiego, historii i literatury polskiej. Pisał okolicznościowe wiersze. Ożenił się z Cecylią z Szafrańskich i prowadził pracownię obuwia oraz sklep przy ul. Jezuickiej 1 w Bydgoszczy. Wstąpił w szeregi Towarzystwa Przemysłowego, w ramach którego ze swoim przyjacielem, krawcem Franciszkiem Witeckim założył teatr amatorski i koła śpiewacze.
W 1883 r. był współzałożycielem Towarzystwa Śpiewu „Halka”. Przez wiele lat pracował w zarządzie, pełniąc funkcję skarbnika. Kilkakrotnie brał udział w zjazdach delegatów Wielkopolskiego Związku Śpiewaczego, reprezentując środowisko bydgoskie. W 1901 r. był na zjeździe Okręgu Brandenburskiego w Berlinie, a w 1906 r. wyjechał do stolicy Niemiec na jubileusz bratniego polskiego chóru „Harmonia”. Był też członkiem zarządu Towarzystwa Przemysłowego w Bydgoszczy i przez kilka lat prowadził bibliotekę polską. Grał dobrze na skrzypcach i pianinie. Został honorowym członkiem chóru „Halka” i posiadaczem Honorowej Odznaki Śpiewaczej.
Zmarł 25 października 1934 r. w Bydgoszczy. Został pochowany na cmentarzu Starofarnym przy ul. Grunwaldzkiej w Bydgoszczy. Jego pogrzeb był wielką manifestacją, uczestniczyło w nim kilka tysięcy bydgoszczan oraz przedstawiciele chórów z województwa poznańskiego i pomorskiego.